# Ann Gillis

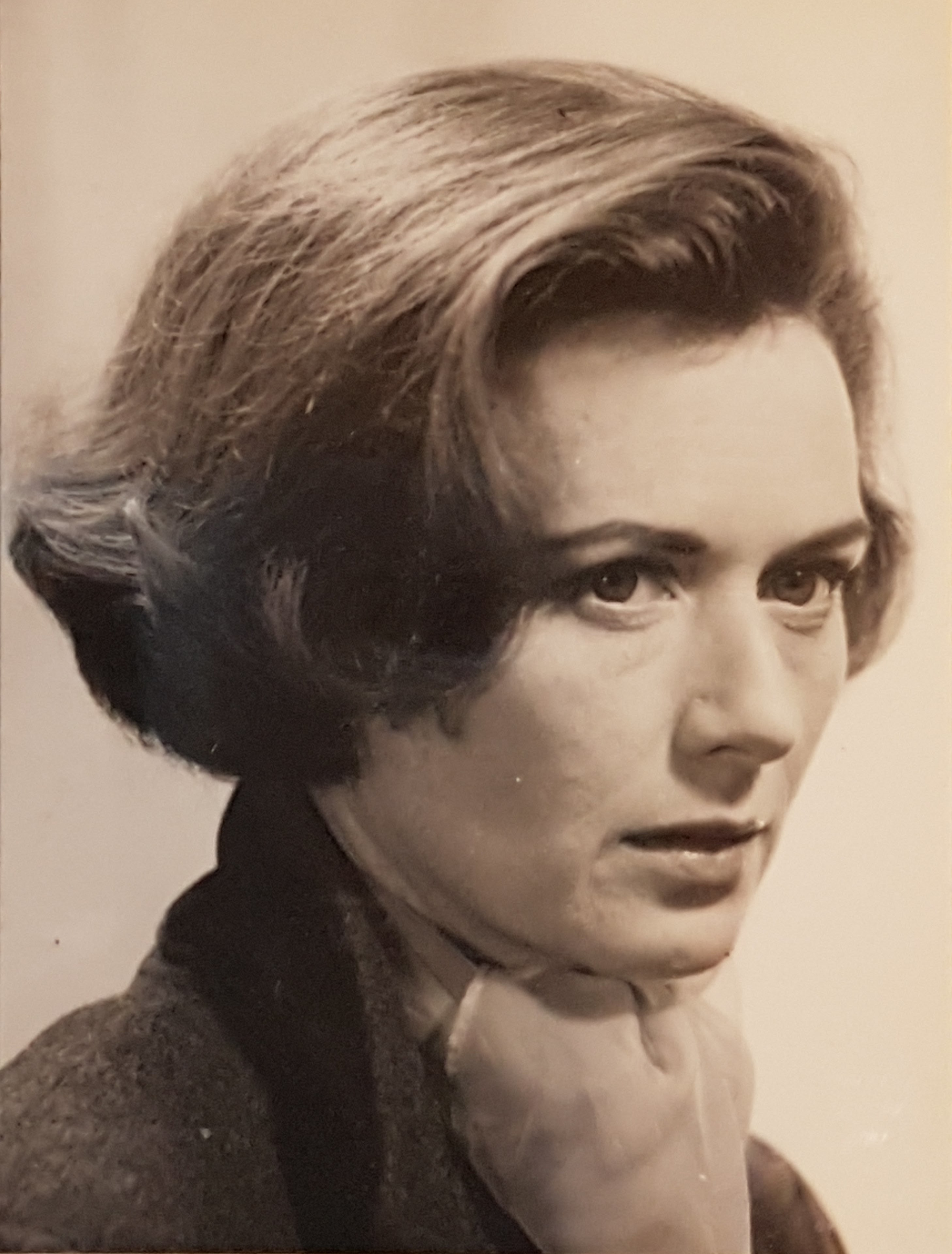
Ann Gillis (1966)

Ann Gillis (* 12. Februar 1927 in Little Rock, Arkansas, USA, als Alma Mabel Conner; † 31. Januar 2018 in Horam, East Sussex, England) war eine US-amerikanische Schauspielerin.

## Leben und Karriere
Ann Gillis machte ihr Filmdebüt im Alter von sieben Jahren. Nach einigen kleineren Rollen hatte sie 1936 in King of Hockey ihren ersten größeren Auftritt. Sie übernahm in den folgenden Jahren kleinere Nebenrollen in bedeutenden Hollywoodproduktionen wie Der große Ziegfeld (1936), Drei Fremdenlegionäre (1939) und Hölle, wo ist dein Sieg? (1940). Das Filmstudio Warner Brothers versuchte aus Gillis einen ähnlichen Kinderstar wie Shirley Temple zu machen, was allerdings daran scheiterte, dass man ihr meistens nur sture oder verzogene Mädchen zu spielen gab. Somit blieb ihr der große Durchbruch stets verwehrt.
Eine ihrer wenigen sympathischen Rollen hatte sie als Becky Thatcher in Toms Abenteuer aus dem Jahre 1938, der aufwendigen Verfilmung von Mark Twains Roman Die Abenteuer des Tom Sawyer. Beim Casting zum Film hatte Gillis sich gegen Hunderte von Konkurrentinnen durchgesetzt. Im selben Jahr wie Toms Abenteuer spielte sie ebenfalls die Titelfigur im Film Little Orphan Annie, der Verfilmung einer beliebten Comicreihe. Mit der Pubertät ließ ihr Erfolg Anfang der 1940er-Jahre nach; ihre letzte nennenswerte Aufgabe in Hollywood war es, der erwachsenen Feline im Disney-Zeichentrickklassikers Bambi (1942) ihre Stimme zu leihen. Nach fast 40 Filmen beendete Gillis im Alter von 20 Jahren ihre Schauspielkarriere in Hollywood.
1952 heiratete sie den britischen Schauspieler Richard Fraser, mit dem sie zwei Kinder bekam und nach England zog. Dort übernahm sie in den 1950er- und 1960er-Jahren noch gelegentlich Rollen und spielte in einem halben Dutzend britischer Fernsehserien. Sie beendete ihre Karriere 1968 mit dem Science-Fiction-Filmklassiker 2001: Odyssee im Weltraum, in dem sie die Mutter von Dr. Poole (Gary Lockwood) verkörperte, die ihrem Sohn per Fernsehnachricht zum Geburtstag gratuliert. Gillis trennte sich 1970 von ihrem Ehemann Fraser und lebte ab den 1970er-Jahren in der Provinz Limburg in Belgien mit ihrem dritten Ehemann, dem Belgier René Van Hulst († 1999). Im Dezember 2014 zog Ann Gillis zurück zu ihrer Familie nach England. Dort starb sie am 31. Januar 2018 im Alter von 90 Jahren.

## Filmografie (Auswahl)
- 1934: Men in White
- 1936: King of Hockey
- 1936: Der große Ziegfeld (The Great Ziegfeld)
- 1936: Der Garten Allahs (The Garden of Allah)
- 1938: Toms Abenteuer (The Adventures of Tom Sawyer)
- 1938: Peck’s Bad Boy with the Circus
- 1938: Little Orphan Annie
- 1939: Drei Fremdenlegionäre (Beau Geste)
- 1940: Der große Edison (Edison, the Man)
- 1940: Hölle, wo ist dein Sieg? (All this, and Heaven too)
- 1940: Little Men
- 1941: Nice Girl?
- 1941: Glamour Boy
- 1942: Bambi
- 1943: Stage Door Canteen
- 1943: Der Weidekrieg (The Man from Music Mountain)
- 1944: Als du Abschied nahmst (Since You Went Away)
- 1944: Janie
- 1944: In Society
- 1946: Janie Gets Married
- 1946: The Time of Their Lives
- 1951: Out There (Fernsehserie, eine Folge)
- 1963, 1965: Simon Templar (The Saint, Fernsehserie, zwei Folgen)
- 1968: 2001: Odyssee im Weltraum (2001: A Space Odyssey)